# Clovis Bioussa

a Compétitions nationales et continentales officielles uniquement.

b Matchs officiels uniquement.
Clovis Bioussa (né le 9 octobre 1893 à Toulouse et mort le 3 juillet 1964 à Caudéran) est un joueur français de rugby à XV qui a joué au poste de demi d'ouverture pour le Stade toulousain. 

## Biographie
Clovis Bioussa a été sélectionné à trois reprises en équipe de France. 
Surnommé le Gosse, il était le cousin d'Alex Bioussa, un autre international.

## Carrière

### Clubs successifs
- Stade toulousain

### En équipe nationale
Il dispute trois matchs du Tournoi des Cinq Nations en 1913 et 1914.

## Palmarès
- Champion de France en 1912
- Coupe de l'Espérance en 1916
  - Finaliste de la Coupe de l'Espérance en 1917[1]